# Paola Perissi
Paola Perissi (Sondrio, 7 settembre 1944) è un'annunciatrice televisiva e conduttrice televisiva italiana, attiva per la Rai dal 1969 al 2000.
Oltre agli annunci televisivi, la sua immagine è legata alla trasmissione televisiva di Rai 1 Almanacco del giorno dopo, che ha condotto per oltre quindici anni, dal 1976 al 1992.

## Biografia
Dopo aver vinto un concorso della Rai per annunciatrici, ha cominciato a lavorare in televisione come annunciatrice nel 1969 dalla sede Rai di Roma, venendo assunta definitivamente nel 1972 e raggiungendo subito una buona popolarità presso il pubblico, guadagnandosi l'appellativo de la Grace Kelly del piccolo schermo.
Nel corso della sua carriera televisiva in Rai ha condotto diverse trasmissioni, come Prossimamente - Programmi per sette sere, dedicata alla presentazione al pubblico delle future produzioni della televisione di Stato, ma soprattutto Almanacco del giorno dopo, breve trasmissione del preserale di Rai 1 in onda subito prima del TG1 delle 20:00, da lei presentata dal 1976 al 1992 (saltuariamente alternata prima a Maria Giovanna Elmi ed in seguito a Peppi Franzelin), durante la quale leggeva quotidianamente piccole annotazioni relative alla giornata seguente relative agli orari del sorgere e tramontare del Sole e della Luna, forniva informazioni sul santo del giorno per poi concludere il proprio spazio con piccoli aneddoti o proverbi. Nello stesso periodo è diventata la voce del segnale orario della Rai nella fascia serale, in sostituzione di Anna Maria Gambineri.
Negli anni ottanta ha condotto due edizioni del Festival di Taormina ed è stata spalla di Aldo Biscardi in due stagioni de Il processo del lunedì, dal 1984 al 1986. Nel 1979 e nel 1983 ha annunciato, in eurovisione, i voti assegnati dall'Italia nella finale dell'Eurovision Song Contest, all'epoca noto come Eurofestival. Nel 1985 è apparsa nei panni di sé stessa nel film di Sergio Martino, Mezzo destro mezzo sinistro - 2 calciatori senza pallone, con Andrea Roncato e Gigi Sammarchi.
Ha condotto nel 1996, alternandosi con Rosanna Vaudetti, il contenitore mattutino di Rai 3 Ingresso libero, raccordando le diverse trasmissioni che facevano parte della fascia Videosapere, struttura antesignana dell'attuale Rai Cultura. Ha lasciato il ruolo d'annunciatrice e la Rai nel 2000, una volta maturata la pensione, ritirandosi a vita privata, anche se negli anni ha comunque continuato ad apparire frequentemente come ospite in diversi programmi televisivi.

## Programmi televisivi
- Appare in un cameo nello sceneggiato Rai Il segno del comando (1971)
- Prossimamente - Programmi per sette sere (Programma Nazionale; Secondo Programma, 1972-1976)
- Almanacco del giorno dopo (Rete 1, 1976-1983; Rai 1, 1983-1992)
- Eurovision Song Contest (Rete 1, 1978, 1983)
- Il processo del lunedì (Rai 3, 1984-1986)
- Ingresso libero (Rai 3, 1996)
- Fermata d'autobus (Rai 3, 1999)